# Inglourious Basterds
Inglourious Basterds är en amerikansk-tysk krigsfilm från 2009, regisserad och skriven av Quentin Tarantino och utgiven augusti 2009 av The Weinstein Company och Universal Pictures. Inspelningen påbörjades i oktober 2008 och gjordes på flera platser, bland annat i Tyskland och i Frankrike. Filmen utspelas i tyskockuperade Frankrike under andra världskriget och skildrar två försök att mörda ledarna för Nazistpartiet; det ena försöket planeras av en ung fransk-judisk biografägarinna och det andra av en grupp amerikansk-judiska soldater kallade "The Basterds".
Christoph Waltz vann en Oscar för bästa manliga biroll vid Oscarsgalan 2010 för sin roll som Hans Landa i filmen. Filmen nominerades även för bl.a. bästa film och bästa regi.
Inglourious Basterds blev 19 december 2014 rankad plats 103 på IMDbs lista över de 250 bästa filmerna genom tiderna.

## Handling

### Kapitel 1: Det var en gång i det naziockuperade Frankrike
Sommaren 1941 skickar Adolf Hitler (Martin Wuttke) ut SS-översten Hans Landa (Christoph Waltz) för att hitta judar som gömmer sig i Frankrike. Landa besöker mjölkbonden Perrier LaPadite (Denis Menoche) och lyckas genom en fasad av vänlighet bryta ner Perrier tills denne i tårar avslöjar att han håller den judiska familjen Dreyfus gömd under sitt golv. Landas soldater skjuter sönder golvet men Shosanna (Mélanie Laurent), familjens sextonåriga dotter, lyckas fly. Landa ser henne medan hon springer mot en skog i närheten men skonar henne för han ansåg hon vara oerhört vacker.

### Kapitel 2: Inglourious Basterds
Löjtnant Aldo Raine (Brad Pitt) samlar ihop åtta judisk-amerikanska soldater – Donny Donowitz (Eli Roth), Smithson Utivich (B. J. Novak), Omar Ulmer (Omar Doom), Wilhelm Wicki (Gedeon Burkhard), Micheal Zimmerman (Michael Bacall), Gerold Hirschberg (Samm Levine), Andy Kagan (Paul Rust) och Simon Sakowitz (Carlos Fidel) – för att sprida skräck bland nazisterna. Han kräver att de var och en ska ge honom 100 skalper från de nazister de dödat. I Frankrike rekryterar gruppen Hugo Stiglitz (Til Schweiger), en tystlåten tysk psykopat som mördat 13 Gestapomajorer enbart för nöjes skull. Gruppen kallas snart av tyskarna för "The Basterds" på grund av sitt övervåld.
"The Basterds" utplånar en grupp tyska soldater. De skonar tre soldater vilka Raine förhör om information gällande en tysk patrull till som befinner sig i närheten. Den förste är sergeant Werner Rachtmann (Richard Sammel). Denne vägrar att lämna ut information som skulle hota tyska liv och blir genast dömd till att avrättas av Donowitz, av tyskarna kallad "Björnjuden", med ett basebollträ. Donowitz slår brutalt ihjäl Rachtmann varpå en av fångarna försöker fly, men han blir genast nedskjuten av Hirschberg. Den siste fången, Butz (Sönke Möhring), kan inte engelska och korpral Wilhelm Wicki översätter åt Aldo. Butz lämnar ut informationen Aldo vill ha och skonas, men får ett hakkors inskuret i pannan av Aldo.

### Kapitel 3: Tysk afton i Paris
Tre år efter massakern har Shosanna Dreyfus lyckats undkomma nazisterna och driver en biograf i Paris, under identiteten Emmanuelle Mimieux, tillsammans med Marcel (Jack Ido), en svart man som hon förälskat sig i. Biografen visar gamla tyska klassiker och drar åt sig uppmärksamheten från den tyske soldaten Fredrick Zoller (Daniel Brühl). Fredrick har förälskat sig i Shosanna ovetande om att hon är judinna och hatar tyskar. En dag blir Shosanna hämtad av Dieter Hellstrom (August Diehl), en Gestapomajor. Hon blir förd till en lyxig restaurang där hon får träffa Joseph Goebbels (Sylvester Groth). Det visar sig att Fredrick är en krigshjälte som skjutit ner 250 amerikanska soldater i Italien och att Goebbels har gjort en propagandafilm, Nationens stolthet, baserad på händelsen med Fredrick i rollen som sig själv. Fredrick övertalar Goebbels att visa filmen på Shosannas biograf för att göra filmpremiären mer exklusiv; hans egentliga avsikt är att öka anseendet på Shosannas biograf för att visa sin kärlek till henne. Just när Goebbels och de andra ska gå anländer Hans Landa för att tala med Shosanna om säkerheten kring premiären. Landa känner inte igen Shosanna eftersom han aldrig såg hennes ansikte. Han bjuder henne på strudel och talar med henne lite innan han går iväg för att utföra andra ärenden. Shosanna får en panikattack strax efter att han gått.
Shosanna ser sin chans att hämnas på nazisterna och bestämmer sig för att bränna ner biografen med silvernitratfilm som hon har i källaren. Hon planerar även att spela in en film, specialgjord för nazisterna.

### Kapitel 4: Operation Kino
I England kallar general Ed Fenech (Mike Myers) till sig löjtnant Archie Hicox (Michael Fassbender). Britterna har fått nys om Goebbels premiär via en spion, den tyska filmstjärnan Bridget von Hammersmark (Diane Kruger), som arbetat ut en attentatsplan mot biografen. Hicox flygs till Frankrike där han möts av de "Basterds" som ännu är i livet; Gerold Hirschberg, Kagan, Zimmerman och Sakowitz är döda. von Hammersmark har arrangerat ett möte på en bar som vanligen är fri från tyskar; de får dock problem då en fanjunkare, Wilhelm (Alexander Fehling), precis blivit far och han och hans vänner är ute och firar på baren med von Hammersmark. Ytterligare problem uppstår då baren ligger i en källare, som till råga på allt har en spiraltrappa, vilket ger ett dåligt taktiskt utgångsläge. 
Hicox, Hugo och Wicki går in i baren och drar genast till sig uppmärksamhet på grund av sina officersuniformer. De talar god tyska, och lyckas hålla fasaden ett tag, men Hicox dialekt avslöjar honom för Dieter Hellstrom, som också är där. Hicox och Hellstrom riktar sina pistoler mot varandras könsorgan, men ingen vill skjuta eftersom de skulle bli tvungna att döda fanjunkaren Wilhelm och de andra soldaterna i baren. Dödläget bryts när Hugo plötsligt trycker sin pistol i knät på Hellstrom och skjuter honom. Hellstrom skjuter Hicox i magen och Bridget i benet. Wicki skjuter barägaren Eric och flera av Wilhelms vänner. Hugo hugger Hellstrom flera gånger i huvudet med en kniv och vänder sig för att skjuta mot Wilhelms vänner. De blir båda nedmejade av Wilhelm som plockar upp först en, och sedan ytterligare en, kulsprutepistol. Bridget lever och Aldo Raine lyckas göra en deal med Wilhelm: om Aldo får hämta Bridget får Wilhelm leva. Wilhelm går med på det, men blir skjuten av Bridget (i en bortklippt scen försöker en av "The Basterds" döda henne för att hon dödade Wilhelm).
Trots detta beslutar man att delta i filmpremiären för att spränga biografen. De får veta att Hitler själv ska vara med, och ett sådant tillfälle kan inte missas. De två dödade tyska "Basterds" ersätts av Aldo, Donowitz och Omar som inte kan tyska. Bridgets ben gipsas och som bortförklaring hittar de på en historia om att hon brutit benet i Alperna.

### Kapitel 5: Det enorma ansiktets hämnd
Premiärkvällen för propagandafilmen Nationens stolthet har kommit. Förutom Hitler och Joseph Goebbels är även Hermann Göring och Martin Bormann närvarande. Bridget, Aldo, Donowitz och Omar kommer till biografen med dolda pistoler och sprängladdningar. Aldo anser sig kunna lite italienska och hoppas att "The Basterds" ska komma undan med att låtsas vara italienare. Det fungerar inte då Hans Landa kan flytande italienska. Aldo kan inte alls italienska och bryter fruktansvärt, och Donowitz talar en extremt överdriven italienska. Hans Landa drar in Bridget i ett kontorsrum och dödar henne. Han tillfångatar Aldo och Utivich och erbjuder sig att hålla tyst och inte avslöja för tyskarna att Donowitz och Omar är på väg att spränga biografen. I gengäld vill han kunna bosätta sig fritt i USA, bli benådad för sina brott och bli utnämnd till krigshjälte tillsammans med "The Basterds". Via radio godkänner "The Basterds" högste chef (Harvey Keitel) i USA det.
Fredrick Zoller kommer in i maskinrummet irriterad över att Shosanna ignorerar hans flirt och Shosanna skjuter honom. Han dör inte genast utan skjuter henne med. Det visar sig att Shosanna har klippt in en film med sig själv där hon förklarar att alla nazister i salongen kommer att dö. Marcel antänder nitratfilmen och en storbrand bryter ut. Samtidigt bryter sig Donowitz och Omar in till Hitlers balkong och de mejar ner honom och Goebbels. De börjar skjuta publiken som försöker fly i panik. Shosannas film förklarar att de nu upplever judarnas hämnd. Direkt efteråt exploderar sprängladdningarna "The Basterds" smugglade in och hela biografen förstörs med alla i den.
I slutet anländer Hans Landa, Aldo Raine och Utivich till USA-kontrollerad mark, där Landa ger upp och överlämnar sina vapen. Aldo mördar Landas förare och bakbinder Landa. Aldo förklarar att han tycker att deras deal var den bästa han hört och att han inte bryr sig om något Landa tvingat regeringen till, men han undrar en sak:
När du är hemma i Nantucket Island, då ska du väl inte ha den där SS-uniformen? Nej jag tänkte väl det, och därför ska du få något du inte kan ta bort.
Aldo skär därefter in ett hakkors i pannan på Landas och förklarar för Utivich att han anser detta vara sitt slutgiltiga mästerverk.

## Rollista

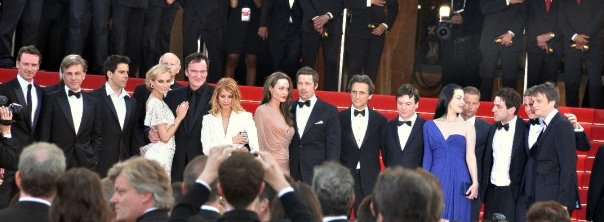
Delar av filmens ensemble vid filmfestivalen i Cannes 2009.

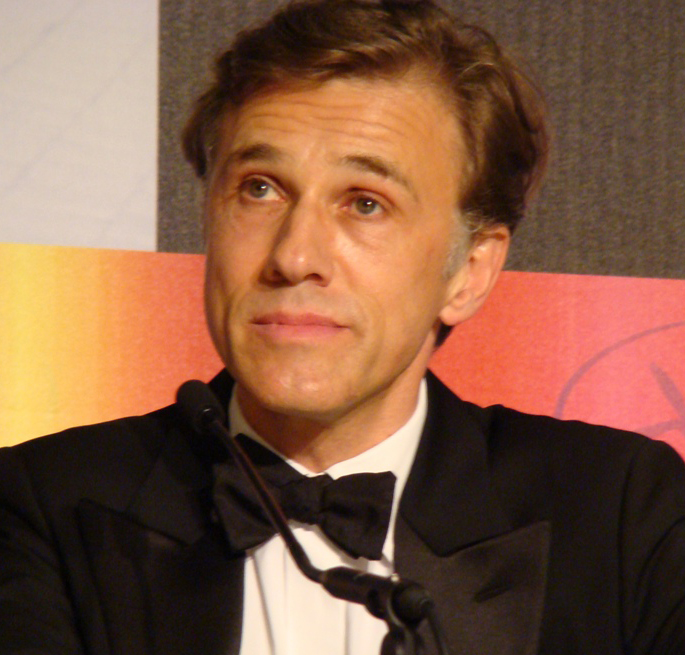
Christoph Waltz vid filmfestivalen i Cannes 2009.

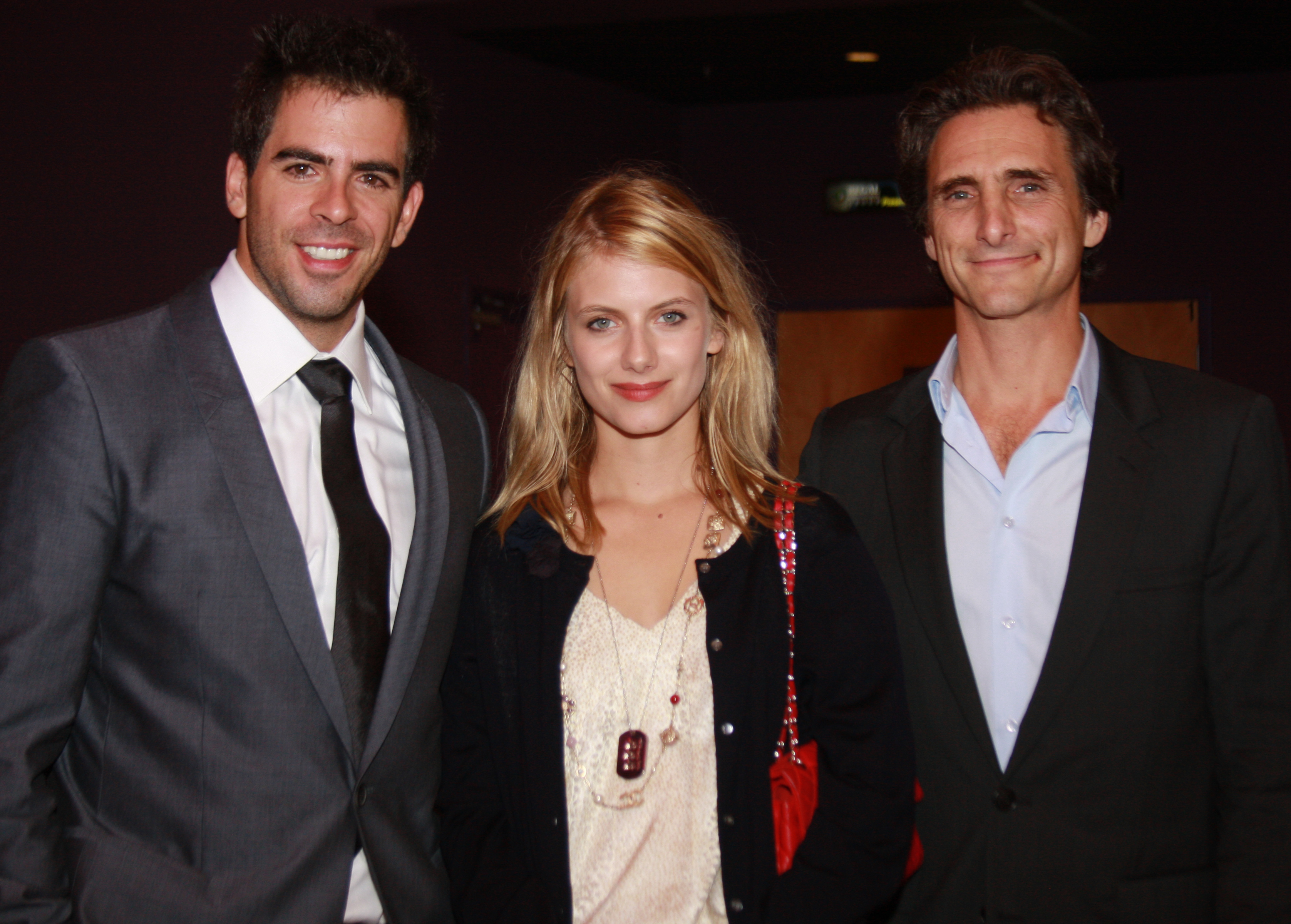
Eli Roth, Mélanie Laurent, och producenten Lawrence Bender vid en premiär av filmen 2009.

- Brad Pitt – löjtnant Aldo "Apachen" Raine
- Mélanie Laurent – Shosanna Dreyfus/Emmanuelle Mimieux
- Christoph Waltz – Standartenführer (överste) Hans Landa
- Michael Fassbender – löjtnant Archie Hicox
- Eli Roth – översergeant Donny "Björnjuden" Donowitz
- Diane Kruger – Bridget von Hammersmark
- Daniel Brühl – menige Fredrick Zoller
- Til Schweiger – sergeant Hugo Stiglitz
- Gedeon Burkhard – korpral Wilhelm Wicki
- B.J. Novak – menige Smithson "Lilleman" Utivich
- Samm Levine – menige Gerold Hirschberg
- Omar Doom – menige Omar Ulmer
- Paul Rust – menige Andy Kagan
- Richard Sammel – sergeant Werner Rachtmann
- Alexander Fehling – fanjunkare Wilhelm, barnafadern / svart polack
- Christian Berkel – Eric, barägaren
- Sönke Möhring – menige Butz / Scharführer Walter Frazer
- August Diehl – Sturmbannführer (major) Dieter Hellstrom
- Julie Dreyfus – Francesca Mondino
- Sylvester Groth – dr. Joseph Goebbels
- Jacky Ido – Marcel, biografmaskinist
- Denis Menochet – Perrier LaPadite
- Mike Myers – general Ed Fenech
- Rod Taylor – Winston Churchill
- Martin Wuttke – Adolf Hitler, Führern
- Michael Bacall – menige Michael Zimmerman
- Arndt Schwering-Sohnrey – tysk soldat i baren, "Winnetou"
- Petra Hartung – tysk kvinnlig soldat i baren, "Beethoven"
- Zack Volker Michalowski – tysk soldat i baren, "Edgar Wallace"
- Ken Duken – tysk soldat i baren, "Mata Hari"
- Anne-Sophie Franck – Mathilda
- Léa Seydoux – Charlotte LaPadite
- Tina Rodriguez – Julie LaPadite
- Lena Friedrich – Suzanne LaPadite
- Ludger Pistor – Hauptmann (kapten) Wolfgang
- Jana Pallaske – Babette
- Carlos Fidel – menige Simon Sakowitz
- Bo Svenson – amerikansk överste i Nationens stolthet
- Enzo G. Castellari – Obergruppenführer (general) vid premiären av Nationens stolthet (krediterad som sig själv)
- Hilmar Eichhorn – Emil Jannings
- Patrick Elias – Jakob Dreyfus
- Eva Löbau – Miriam Dreyfus
- Salvadore Brandt – Bob Dreyfus
- Jasper Linnewedel – Amos Dreyfus
- Buddy Joe Hooker – Gaspar
- Rainer Bock – general Schonherr
- Michael Scheel – general Frank
- Christian Brückner – Kliest
- Samuel L. Jackson – berättaren (okrediterad)
- Harvey Keitel – OSS kommendörkapten (okrediterad)
- Bela B. – vaktmästare (okrediterad)
- Quentin Tarantino – amerikansk soldat i Nationens stolthet / skalperad nazist (okrediterad)

## Musik
- The Green Leaves of Summer - Nick Perrito
- La Condanna - Ennio Morricone
- L'incontro Con La Figlia - Ennio Morricone
- Il Mercenario (ripresa) - Ennio Morricone
- Slaughter - Billy Preston
- Algiers, November 1954 - Ennio Morricone
- The Surrender (La resa) - Ennio Morricone
- Bath Attack - Charles Bernstein
- The Man With The Big Sombrero - Samantha Shelton och Michael Andrew
- Ledmotivet från Dark Sun - Jacques Loussier
- Cat People (Putting Out Fire) - David Bowie
- Mystic and Severe - Ennio Morricone
- Zulus - Elmer Bernstein
- Tiger Tank - Lalo Schifrin
- Un Amico - Ennio Morricone
- Rabbia e Tarantella - Ennio Morricone

## Utmärkelser
| Priser och nomineringar | Priser och nomineringar        | Priser och nomineringar                       | Priser och nomineringar | Priser och nomineringar |
| Utmärkelse              | Kategori                       | Mottagare                                     | Resultat                |                         |
| ----------------------- | ------------------------------ | --------------------------------------------- | ----------------------- | ----------------------- |
| Oscar                   | Bästa manliga biroll           | Christoph Waltz                               | Vann                    |                         |
| Oscar                   | Bästa film                     | Lawrence Bender                               | Nominerad               |                         |
| Oscar                   | Bästa regi                     | Quentin Tarantino                             | Nominerad               |                         |
| Oscar                   | Bästa originalmanus            | Quentin Tarantino                             | Nominerad               |                         |
| Oscar                   | Bästa foto                     | Robert Richardson                             | Nominerad               |                         |
| Oscar                   | Bästa ljudredigering           | Wylie Stateman                                | Nominerad               |                         |
| Oscar                   | Bästa ljud                     | Michael Minkler, Tony Lamberti och Mark Ulano | Nominerad               |                         |
| Oscar                   | Bästa klippning                | Sally Menke                                   | Nominerad               |                         |
| Golden Globes           | Bästa manliga biroll           | Christoph Waltz                               | Vann                    |                         |
| Golden Globes           | Bästa film – drama             | Inglourious Basterds                          | Nominerad               |                         |
| Golden Globes           | Bästa regi                     | Quentin Tarantino                             | Nominerad               |                         |
| Golden Globes           | Bästa manus                    | Quentin Tarantino                             | Nominerad               |                         |
| BAFTA Awards            | Bästa manliga biroll           | Christoph Waltz                               | Vann                    |                         |
| BAFTA Awards            | Bästa regi                     | Quentin Tarantino                             | Nominerad               |                         |
| BAFTA Awards            | Bästa originalmanus            | Quentin Tarantino                             | Nominerad               |                         |
| BAFTA Awards            | Bästa foto                     | Robert Richardson                             | Nominerad               |                         |
| BAFTA Awards            | Bästa scenografi               | David Wasco och Sandy Reynolds Wasco          | Nominerad               |                         |
| BAFTA Awards            | Bästa klippning                | Sally Menke                                   | Nominerad               |                         |
| Saturn Award            | Bästa action/äventyr/thriller  | Inglourious Basterds                          | Vann                    |                         |
| Saturn Award            | Bästa regi                     | Quentin Tarantino                             | Nominerad               |                         |
| Saturn Award            | Bästa skådespelerska           | Mélanie Laurent                               | Nominerad               |                         |
| Saturn Award            | Bästa manliga biroll           | Christoph Waltz                               | Nominerad               |                         |
| Saturn Award            | Bästa kvinnliga biroll         | Diane Kruger                                  | Nominerad               |                         |
| Saturn Award            | Bästa manus                    | Quentin Tarantino                             | Nominerad               |                         |
| Saturn Award            | Bästa kostymering              | Anna B. Sheppard                              | Nominerad               |                         |
| SAG Awards              | Bästa manliga biroll           | Christoph Waltz                               | Vann                    |                         |
| SAG Awards              | Bästa rollbesättning i en film | Inglourious Basterds                          | Vann                    |                         |
| SAG Awards              | Bästa kvinnliga biroll         | Diane Kruger                                  | Nominerad               |                         |
| Cannesfestivalen        | Bästa manliga skådespelare     | Christoph Waltz                               | Vann                    |                         |
| Cannesfestivalen        | Guldpalmen                     | Quentin Tarantino                             | Nominerad               |                         |

## Filmreferenser
Som ofta i Tarantinos filmer finns flera referenser till andra filmer. Nedan följer en lista över dem:
- Kellys hjältar: Det berömda "Tiger Tank"-temat förekommer i filmen. I en bortklippt scen berättar Shosanna att hon kommer från Nancy. Nancy är staden man försöker erövra i början av Kellys hjältar.
- Eastern Condors: När Omar ska döda en nazist springer han i slowmotion på samma sätt som en av karaktärerna i Eastern Condors. Även musiken från den scenen spelas.
- Scarface: När Omar mejar ner nazister med sitt maskingevär i slowmotion är bilden en direkt kopia av en liknande bild från Scarface.
- Harmonica - en hämnare: Massakern på Shosannas familj påminner om massakern i början på Harmonica - en hämnare.
- Inglorious Bastards (1978): Tarantino har lånat titeln från den här filmen.
- Lucky Kids: Goebbels frågar Shosanna vad hon tyckte om Lucky Kids.
- Pansarkryssaren Potemkin: En soldat som blir skjuten i ögat för tankarna till ett liknande klipp i Potemkin.
- Förföljaren: Bilden av Shosanna som springer från massakern sedd genom dörren är direkt taget från The Searchers. Hjältarna i filmen vill också skalpera skurkarna, precis som i The Searchers.
- Tolv fördömda män: Aldos tal i början är i samma stil som i Tolv fördömda män.
- Askungen: Bridgets död är en tragisk version av slutet på Askungen.
- Järnkorset: Kulsprutor avfyras i slowmotion.
- Diktatorn: Hitler beter sig som Chaplins parodi.
- King Kong: Hellstrom jämför de svartas historia med King Kongs historia.
- Dark of the Sun: Precis som i Dark of the Sun så skjuter Donny mot en enorm folkmassa. Tre låtar från filmen spelas även i Inglourious Basterds.
- Inglorious Bastards: Bo Svensson har en roll även i The Inglorious Bastards (notera stavningen) från 1978, även där spelar han en amerikansk officer.
- Rollfiguren Hugo Stiglitz är uppkallad efter skådespelaren Hugo Stiglitz. Aldo Raine låter likt Aldo Ray. När Brad Pitts rollfigur låtsas vara italienare uppger han sig heta  "Enzo Girolami", vilket är regissören Enzo G. Castellaris riktiga namn. Castellari regisserade Inglorious Bastards (1978) och dyker även upp i en gästroll (krediterad som sig själv) under slutklämmen i den här filmen.

## Verklighetsanknytning
Filmen har angetts ha viss verklighetsanknytning. Filmens SS-överste Hans Landa har vissa likheter med verklighetens SS-general Karl Wolff. Han gjorde en överenskommelse med de allierade om det område i Italien som han ansvarade för. Den blivande CIA-chefen Allen Dulles förhandlade med Wolff om kapitulation, vilket också skedde tillsammans med hundratusentals soldater.
OSS-agenten Frederick Mayer har också angetts vara en förebild för författarna till manuset för Inglourious Basterds och även i allmänhet Operation Greenup.